# Protorthodes indra
Protorthodes indra är en fjärilsart som beskrevs av Smith 1906. Protorthodes indra ingår i släktet Protorthodes och familjen nattflyn. Inga underarter finns listade i Catalogue of Life.